# نوویه کامیشلی
نوویه کامیشلی (انگلیسی: Novyye Kamyshly) یک شهرک در شهرستان کوشنارنکوفسکی جمهوری باشقیرستان در کشور روسیه است.